# Церковь Рождества Иоанна Предтечи (Новополоцк)
Церковь Рождества Иоанна Предтечи — православный храм в городе Новополоцк на улице Молодёжной на берегу Западной Двины. Построен в 1990-х годах из кирпича в качестве баптистерия.

## Архитектура
В плане здание имеет крестообразную форму. Длинный центральный неф перекрыт шатровой жестяной крышей, над его пересечением с такими же крышами боковых нефов воздвигнут 8-гранный деревянный глухой барабан под шлемовидным куполом. Вход выделяется двухстолпным крыльцом под двускатной крышей. Фасады, покрытые серой штукатуркой, в цокольной части отличаются «изумрудной» ржавчиной, разделены узкими прямоугольными оконными проёмами в арочных нишах. Торцы нефов и апсиды отличаются тройным сводом оконных проёмов. Внутри вестибюль с боковыми камерами. Крест молельного зала перекрыт нефным деревянным сводом. Апсида отличается двухъярусным деревянным иконостасом с разными царскими вратами.